# Хараппский календарь
Хараппский календарь — календарь, которым предположительно пользовались носители хараппской цивилизации. Поскольку хараппская письменность пока не расшифрована, предположения о характере календаря носят гипотетический характер. Предпринимались попытки восстановить хараппский календарь, опираясь на изображения на печатях и данные исторических древнеиндийских календарей.

## Гипотезы

### Гипотеза Ю. В. Кнорозова и М. Ф. Альбедиль
По предположению Ю. В. Кнорозова и М. Ф. Альбедиль (отчасти поддержанному А. А. Вигасиным и другими индологами), надписи на печатях несли на себе определенные хронологические пометки (возможно, указания на время нахождения в должности или период действия печати). В этом случае солнечный год первоначально начинался с осеннего равноденствия и делился на 12 естественных месяцев. Существовало три сезона по четыре месяца в каждом. Главными единицами измерения сезонного времени были лунные полумесяцы (время от полнолуния до новолуния). После образования государства, по мнению М. Ф. Альбедиль, календарь был изменен: начало года переносится на день летнего солнцестояния, выделяется 6 сезонов по 60 дней в каждом. С началом года, возможно, были связаны ритуалы принесения в жертву буйвола. Быки (туры) предположительно были символом полугодий и сезонов. По аналогии с древнеиндийским календарём гипотетически выделен также 60-летний цикл Юпитера.

### Гипотеза У. Э. Фэйрсервиса
По гипотезе индолога У. Э. Фэйрсервиса, у хараппцев существовал лунный календарь, восстановленный им на основании значков на найденных в Мохенджо-даро палочках из слоновой кости. Собственно месяц составлял 21,5 дней (от появления полумесяца до его исчезновения) плюс «тёмный» период в восемь дней. Таким образом, в целом длина месяца составляла 29,5 дней. Год делился на два сезона: апрель-сентябрь и октябрь-апрель.
В знаках, которые Фэйрсервис считает названиями месяцев, использован знак «зерна»; возможно, какое-то похожее слово употреблялось при счёте месяцев. То, что именно в дравидийских языках совпадают слова для обозначения «риса» и «луны» (протодравидийское *nel-a, тамильское nel 'рис', nilā 'луна'), может служить еще одним свидетельством в пользу того, что язык Хараппы принадлежал к дравидийской группе.

### Другие гипотезы
А. Парпола и другие исследователи отмечают наличие у хараппцев развитой астрономии, о чем свидетельствует строгая планировка городов, ориентированных по сторонам света. Было высказана гипотеза, что система 24 лунных домов (накшатры) была разработана еще в хараппский период. Предположительно начало года определялось сначала по гелиакическому восходу звезды Альдебаран, который совпадал с весенним равноденствием в 3054 году до н. э. Затем, когда восход Альдебарана уже не совпадал с весенним равноденствием, Альдебаран был заменен на Плеяды; это могло произойти в XXIII в. до н. э. Название Плеяд предположительно записывалось в древнеиндийском письме как знак «рыбы» (в дравидийских языках слова «рыба» и «звезда» звучат одинаково) плюс шесть чёрточек (то есть «шесть звезд»: так же называется это созвездие и в современном тамильском).

## Деление времени
1 год = 2 полугодия 

1 полугодие = 3 сезона 

1 сезон = 2 месяца 

1 месяц = 2 полумесяца 

1 полумесяц = 15 суток